# Robert Cullen
Robert Cullen (født 7. juni 1985) er en tidligere japansk fodboldspiller.
Han har spillet for flere forskellige klubber i sin karriere, herunder Júbilo Iwata og Roasso Kumamoto.